# Torrevieja
Torrevieja (valencianisch Torrevella) ist eine Stadt im Südosten Spaniens an der Costa Blanca. 2024 hatte die Gemeinde 94.803 Einwohner, davon knapp über 50 % Ausländer. In den Sommermonaten liegt die Zahl der Bewohner bedingt durch den Tourismus um ein Vielfaches höher.

## Geografie
Torrevieja gehört zur Comarca Vega Baja del Segura der Provinz Alicante in der Valencianischen Gemeinschaft. Torrevieja befindet sich im spanischen Sprachgebiet. Obwohl Torrevieja außerhalb des traditionellen valencianisch-katalanischen Sprachgebiets liegt, wurde der Stadt Zweisprachigkeit verordnet, um als südlichste Sprachinsel touristisch herauszuragen (auch südlichstes Johannisfeuer).

## Geschichte
Torrevieja war ursprünglich ein Fischer- und Salinendorf, geprägt durch zwei große rosa Salzseen, die in direkter Nähe zur Siedlung liegen. Es entstand mit der Abspaltung von Orihuela im Jahre 1820. Seinen Namen erhielt es von einem alten Wachturm (spanisch torre, „Turm“ und vieja, „alt“), dessen Fundamente noch heute erhalten sind. 

### Erdbeben von 1829
1829 wurde Torrevieja durch ein schweres Erdbeben weitgehend zerstört. Nach einer Serie von Erdbeben seit September 1828 bebte am 21. März 1829 in der Vega Baja, zwischen Guardamar del Segura und Torrevieja die Erde. Das Beben forderte mindestens 389 Tote und 400 Verletzte. 3.000 Häuser wurden völlig zerstört, weitere 2.500 wurden unbewohnbar. Torrevieja wurde praktisch vollständig zerstört. 
Durch einen Spendenaufruf des Königs Ferdinand VII., der selbst 1,5 Millionen Real beisteuerte, konnte die zerstörte Stadt zügig wieder aufgebaut werden. So entstand ein geplanter Stadtgrundriss, der bis heute im Kern Bestand hat. Anstelle verschachtelter Gässchen und ungeplanter Erweiterungen erfolgte die Anordnung der Häuser in Quadraten mit parallel angelegten Straßen um das Übergreifen von Bränden zu vermeiden und Platz für Flüchtende zu lassen.
Ab 1857 wurde der offizielle Stadtname von Torrevieja y la Mata zu Torrevieja geändert.
Zu Beginn des 20. Jahrhunderts wurde ein Viertel des in Spanien verkauften Salzes in Torrevieja gewonnen. Die gewachsene Bedeutung der Gemeinde wurde im Jahr 1931 deutlich, als König Alfons XIII. der Gemeinde per Sonderbewilligung den Status einer Stadt verlieh.
In der Nacht zum 15. April 2025 ereignete sich ein weiteres Erdbeben mit einer Stärke von 2,8 auf der Richterskala, das Torrevieja und seine Umgebung erschütterte. Trotz seiner geringen Stärke war es deutlich zu spüren, denn sein Epizentrum lag in nur 2 km Tiefe vor der Strandpromenade der Stadt. Es gab keine Verletzten und keinen Sachschaden.

## Demografie
Durch den beginnenden Tourismus an der Costa Blanca bekam Torrevieja, das 1970 noch weniger als 10.000 Einwohner zählte, einen Entwicklungsschub. Erste kleine Siedlungen (Urbanizaciónes) entstanden, und dem einsetzenden Tourismus wurde mit einem Bauboom begegnet, der Torrevieja innerhalb von nur dreißig Jahren zu einer Einwohnerzahl von 90.000 Einwohnern anwachsen ließ. Dabei wurde erst im Jahr 2000 die statistisch wichtige Einwohnerzahl von 50.000 erreicht, womit in Spanien deutlich höhere staatliche Zuwendungen für öffentliche Einrichtungen verbunden sind. Dies ist in einer Touristenstadt, die in der Hochsaison noch deutlich mehr Menschen beherbergt, von großer Bedeutung. Im Gefolge der Finanz- und Immobilienkrise in Spanien sank die Einwohnerzahl ab 2012 drastisch und liegt heute deutlich unter 100.000. 
Von den ausländischen Touristen entfällt der Großteil auf Deutsche, Russen und Briten. Im Juli und August verbringen zusätzlich noch hunderttausende von Spaniern, hauptsächlich aus dem Großraum Madrid, die Sommerferien in ihren Ferienwohnungen und Häusern an der Costa Blanca.
Mit dem Bau von Zweit- und Ferienwohnungen ging auch ein deutlicher Wandel in der Struktur der Haushalte einher. Lebten 1842 noch durchschnittlich 4,6 Personen in einem Haushalt, so reduzierte sich die Zahl bis 2021 auf 2,3 Personen. 
|           | 2021   | 2011   | 2001   | 1991   | 1981   | 1970  | 1960  | 1950  | 1940  | 1930  | 1920  | 1910  | 1900  | 1887  | 1877  | 1860  | 1842  |
| --------- | ------ | ------ | ------ | ------ | ------ | ----- | ----- | ----- | ----- | ----- | ----- | ----- | ----- | ----- | ----- | ----- | ----- |
| Einwohner | 83.740 | 90.097 | 50.953 | 25.014 | 12.321 | 9.735 | 9.564 | 9.143 | 9.663 | 8.850 | 9.331 | 9.110 | 7.906 | 7.846 | 8.269 | 6.708 | 3.876 |
| Haushalte | 36.829 | 39.855 | 21.565 | 8.818  | 3.555  | 2.601 | 2.512 | 2.788 | 2.559 | 2.386 | 2.023 | 2.106 | 1.947 | 1.874 | 1.961 | 1.495 | 845   |

Im Jahr 2022 lebten in Torrevieja 49.586 Spanier (59,3 %) und 33.961 Einwohner ausländischer Herkunft (40,6 %). 
Die Nationalitätenzahlen im Überblick (Stand: 31. Dezember 2012):
1. 49.680 Spanier (gegenüber insgesamt 57.329 Ausländern)
2. 13.226 Briten (23,1 %)
3. 4.474 Russen (7,8 %)
4. 4.079 Deutsche (7,1 %)
5. 3.196 Schweden (5,6 %)
6. 3.076 Marokkaner (5,4 %)
7. 2.788 Bulgaren (4,9 %)
8. 2.623 Rumänen (4,6 %)
9. 2.404 Norweger (4,2 %)
10. 2.169 Ukrainer (3,8 %)
11. 1.591 Belgier (2,8 %)
12. 1.360 Finnen (2,4 %)
13. 1.312 Kolumbianer (2,3 %)
14. 1.195 Italiener (2,1 %)
15. 1.035 Iren (1,8 %)
16. 908 Chinesen (1,6 %)
17. 814 Ecuadorianer (1,4 %)
18. 752 Litauer (1,3 %)
19. 675 Polen (1,2 %)
20. 652 Niederländer (1,1 %)
21. 629 Franzosen (1,1 %)

## Klima
Das angenehme Küstenklima (320 Sonnenscheintage) trug zum raschen Zuwachs bei, der Torrevieja in Spanien zur Boomtown werden ließ. Dieses Klima zieht viele Rheuma-, Herz- und Asthmakranke sowie an Schuppenflechte leidende Personen hierher. Die zwei großen Salzseen von Torrevieja und La Mata (einem Ortsteil von Torrevieja) sorgen zusammen mit der Meeresluft dafür, dass Torrevieja zu den klimatisch gesündesten Gegenden Europas zählt. Angenehm sind auch die Temperaturen im Winter. An schönen Tagen im Dezember und Januar können die Temperaturen bisweilen die 20 °C-Marke übersteigen.

## Tourismus

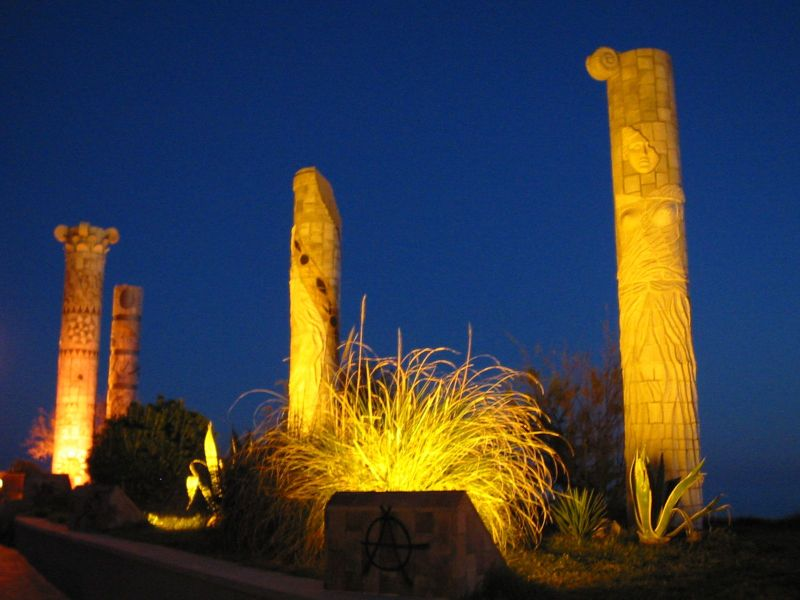
Torrevieja: Denkmal für die Kulturen des Mittelmeerraums

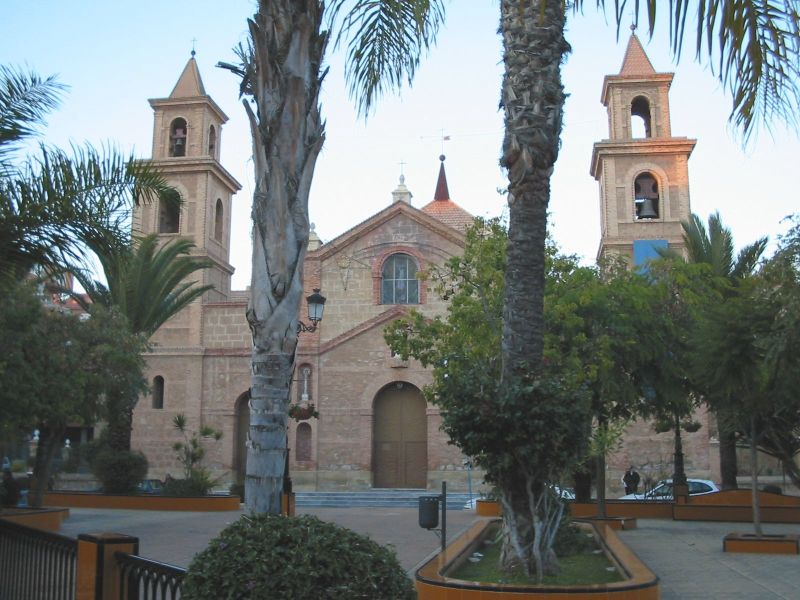
Iglesia Arciprestal de la Inmaculada Concepción

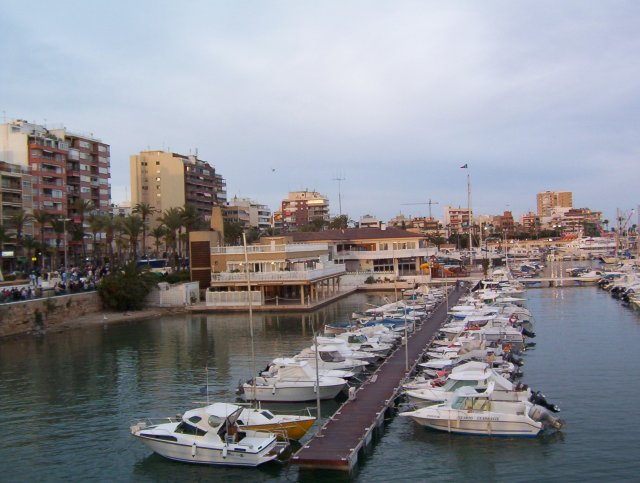
Torrevieja Hafen

### Salzlagunen
Torrevieja liegt zwischen zwei Lagunen und dem Mittelmeer in einer großen Ebene. Die Lagunen sind ein Rückzugsgebiet für seltene Wasservögel, wie beispielsweise der Korallenmöwe. International bekannt ist Torrevieja wegen seiner Salzproduktion, einer der bedeutendsten in Europa.
Die Besichtigung der Salinen ist 2012 eingestellt worden. Die Arbeitsweise einer solchen kann aber in der Saline bei Santa Pola von der Straße aus beobachtet werden.
Zwei große Salzlagunen sind das Wahrzeichen dieses Fremdenverkehrsortes.

### Strände
Zur Gemeinde gehören herrliche Strände, die in Kombination mit der traditionellen Fischerei und der Salzgewinnung zur Entwicklung des Tourismus beitragen.
Der Küstenstreifen beginnt im Norden mit dem beliebten La-Mata-Strand, mit feinem Sand.
Die schönen Felsbuchten von El Mojón und Las Zorras sind besonders hervorzuheben.
An den beliebten und lebhaften Stränden, La Mata, Los Locos und Del Cura, entlang führt eine Strandpromenade.

### Fischereitourismus
War die Torrevejenser Fischereiflotte Mitte des 20. Jahrhunderts noch eine der größten der Provinz, stiegen ab den 1970er Jahren immer mehr Fischer in das lohnende Baugeschäft um. Nur noch ein halbes Dutzend Fischerboote liegen im Hafen. Die verbliebenen Fischer widmen sich immer mehr dem von der Landesregierung geförderten Fischereitourismus und erhalten so traditionelle Fangmethoden am Leben. Wolfsbarsch und Dorade kommen fast nur noch aus der Zucht, und das zu Preisen, bei denen konventionelle Kleinfischer nicht konkurrieren können. Vor der Küste Torreviejas solle eine "Reserva Marina", also eine Meeresschutzgebiet, entstehen. Das Landesumweltministerium Valencia hat 2019 das Schutzgebiet angekündigt. Damit werden bestimmte Arten von der kommerziellen Nutzung ausgenommen sowie der Fischfang auf umweltschonende Methoden beschränkt und gefördert, worin eine Zukunft für den uralten Beruf liegen könnte. Die Fischer von Torrevieja haben 2018 insgesamt 2.379 Tonnen Fisch an Land gebracht und daraus etwas über fünf Millionen Euro erlöst. Den größten Anteil am Fang nehmen die "Blaufische" Sardinen und Boquerones, mit 82 Prozent ein, gefolgt von Pulpo und Schwertfischen. Hauptabnehmer ist die Supermarktkette Mercadona, gefolgt von Gastronomiegroßhändlern.

### Parque Aromatico
Am 3. Juli 2009 wurde zwischen der Avenida Torreblanca und Avenida Corinto, unweit von der N 332 (angrenzend zu den Siedlungen Alto Mar und Torremata) der Parque Aromático eröffnet. Auf rund 70.000 Quadratmetern hat die katalanische Landschaftsgärtnerin und Architektin Carmen Piños für ca. 2 Millionen Euro, investiert von der Stadt Torrevieja und dem valencianischen Tourismusministerium, einen Park geschaffen, der zu einem Dufterlebnis einlädt. Durch Lavendel, Rosmarin, Thymian, Jasmin, Salbei etc. wurde dieser Park zu einer wahren "Aromatherapie". Pinien und Bougainvillea sowie stählerne Pergolen und gewundene Wege aus Kalkstein runden dieses Bild noch ab. Außerdem sind Kinderspielplätze errichtet worden. Bewässert wird der Park mit aufgefangenem Regenwasser sowie Tröpfchenbewässerung unter Nutzung von aufbereitetem Wasser des Klärwerkes. Zum Schutz vor Vandalismus ist der Park komplett eingezäunt. Die Öffnungszeiten des Aromaparkes im Sommer sind von 9 bis 24 Uhr, im Winter wird der Park bereits um 20 Uhr geschlossen.

## Ökologie
Wie alle spanischen Städte mit mehr als 50.000 Einwohnern sollte auch Torrevieja zum 1. Januar 2025 eine Umweltzone (Zona de Bajas Emisiones, ZBE) einrichten. Trotz der EU-Fördergelder in Höhe von 6,7 Millionen Euro zur Umsetzung dieser Maßnahme wurde noch keine ZBE ausgewiesen. Es wurde lediglich bekannt, dass sich die ZBE um das Gebiet rund um Torreviejas Hafen erstrecken soll.

## Kultur
Die Stadt verleiht den Literaturpreis Premio de Novela Ciudad de Torrevieja.
Außerdem gilt Torrevieja als Hauptstadt der Habanera. Seit 1955 wird alljährlich ein Habanera-Festival veranstaltet, an dem Chöre aus der ganzen Welt teilnehmen.
Wie viele spanische Städte feiert Torrevieja an Ostern die Semana Santa. Das nach dem Künstler Tomas Valcarcel Deza benannte Ostermuseum (Museo de la Semana Santa “Tomás Valcárcel Deza”) in der Avenida de las Habaneras zeigt unter anderem traditionelle Schnitzereien, die bei den Osterprozessionen zum Einsatz kommen.

## Persönlichkeiten
- Sandra Alonso (* 1998), Radrennfahrerin
- Paola Bernabé Cobos (* 2003), Handballspielerin